# Staafkerk van Flesberg
De Staafkerk van Flesberg (Noors: Flesberg stavkyrkje) is een historische staafkerk te Flesberg, in de provincie Buskerud, Noorwegen.
Geschreven bronnen vermelden de kerk voor de eerste keer in 1359, maar ze werd waarschijnlijk gebouwd in de late helft van 12e eeuw of de eerste helft van 13e eeuw. De kerk was oorspronkelijk een kerk met een enkel schip met vier vrijstaande interne steunpijlers die een verhoogd centraal dak dragen, omringd door een kooromgang of gangpaden aan alle vier de zijden. Ze heeft een smallere kansel, ook met een verhoogd centraal dak, en een halfronde apsis. Ze werd omringd door een galerij losjes verbonden met de planken wanden.
In 1735 werden de kansel en de apsis alsook de oostelijke muur van het schip verwijderd. Het schip werd in oostelijke richting uitgebreid en twee zijbeuken werden toegevoegd, wat resulteerde in een kruisvormig grondplan.De toevoegingen werden gebouwd in een horizontaal houten gebouw met getande hoeken. De planken van het portaal zijn versierd met houtsnijwerk die wijnstokken en dieren voorstellen. Omdat slechts enkele delen van de staafkerk zijn bewaard gebleven, is er slechts een vaag beeld van de oorspronkelijke versiering. Van de oorspronkelijke staafkerk overleefden slechts drie buitenmuren, omdat de interne pijlers en het verhoogde dak werden geëlimineerd.

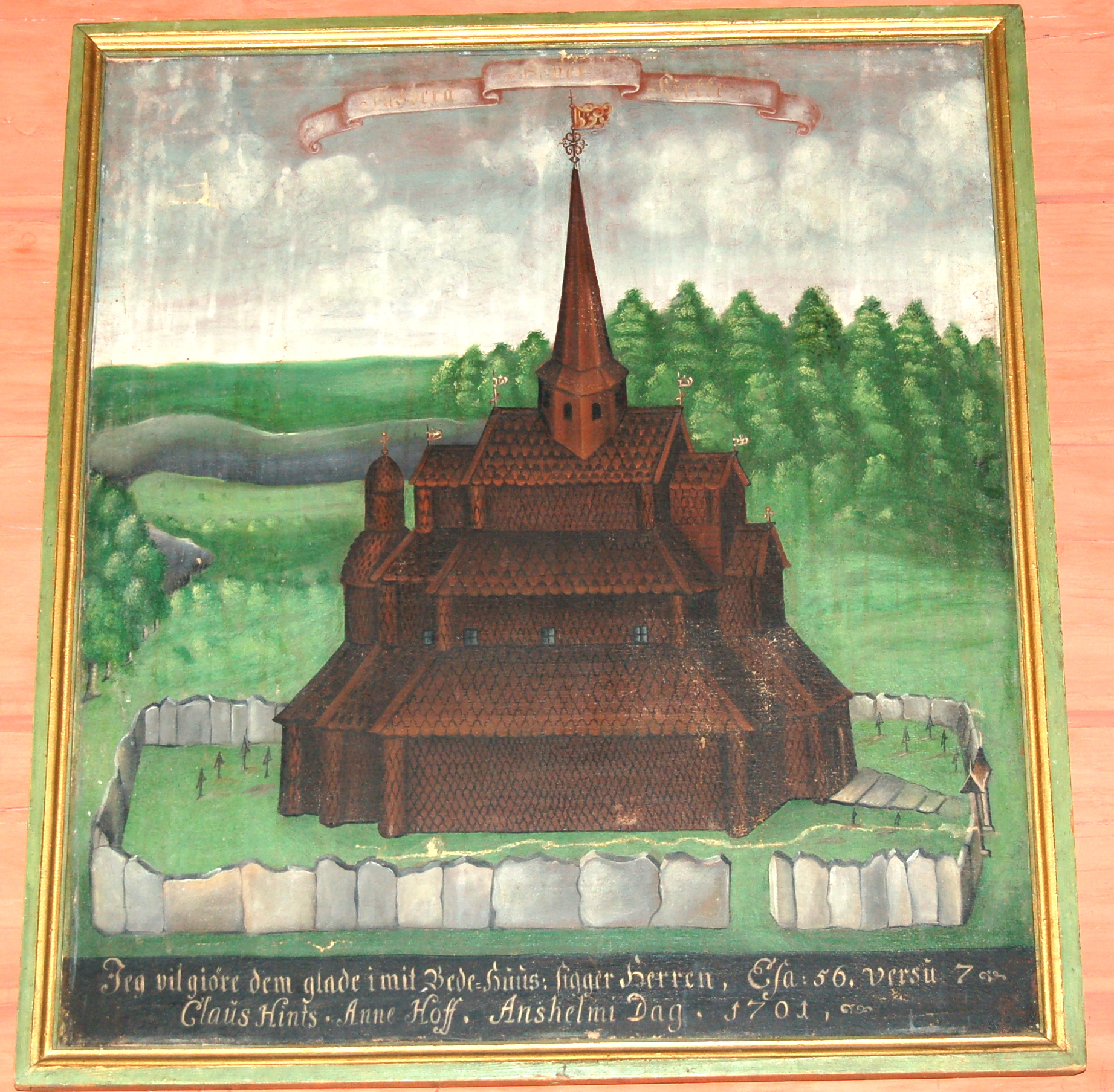
Kerk en stenen omheining (Niels Hansen Bragernes van 1701)

De kerktuin is omheind met leisteen aangevoerd vanuit de Haukeli boerderij op de westelijke oever van de rivier de Lågen. In sommige leien zijn ijzeren ringen aangebracht; deze ringen werden gebruikt om paarden vast te binden tijdens de dienst. Elke boer had een aangewezen ring voor zijn paard (de oudste gedateerde ring uit 1661). De eigenzinnige stenen omheining wordt getoond op een schilderij uit 1701 (het oudste nog bestaande schilderij van een staafkerk).
De kerkklokken dateren uit de late 16e eeuw. Een ervan is na een beschadiging in 1776 vernieuwd. De kerk heeft twee orgels, waarvan het oudste uit 1903, van de orgelbouwer Jørgen Filtvedt, niet in gebruik is. Het staat in de galerij van het schip. Sinds 1984 staat in de noordvleugel een tweede orgel van de Deense firma P. Bruhn & Søn.

## Afbeeldingengalerij

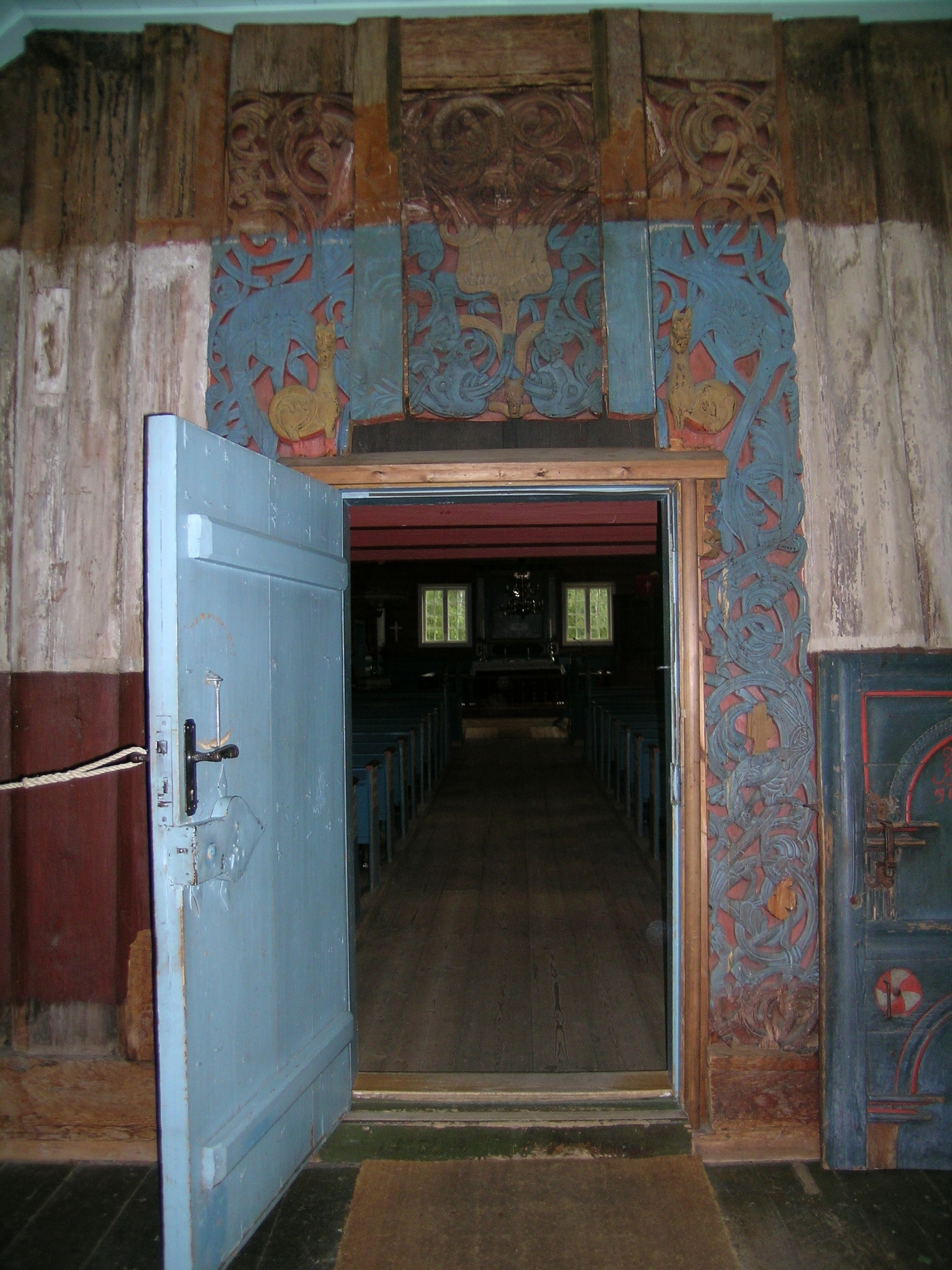
Portaal
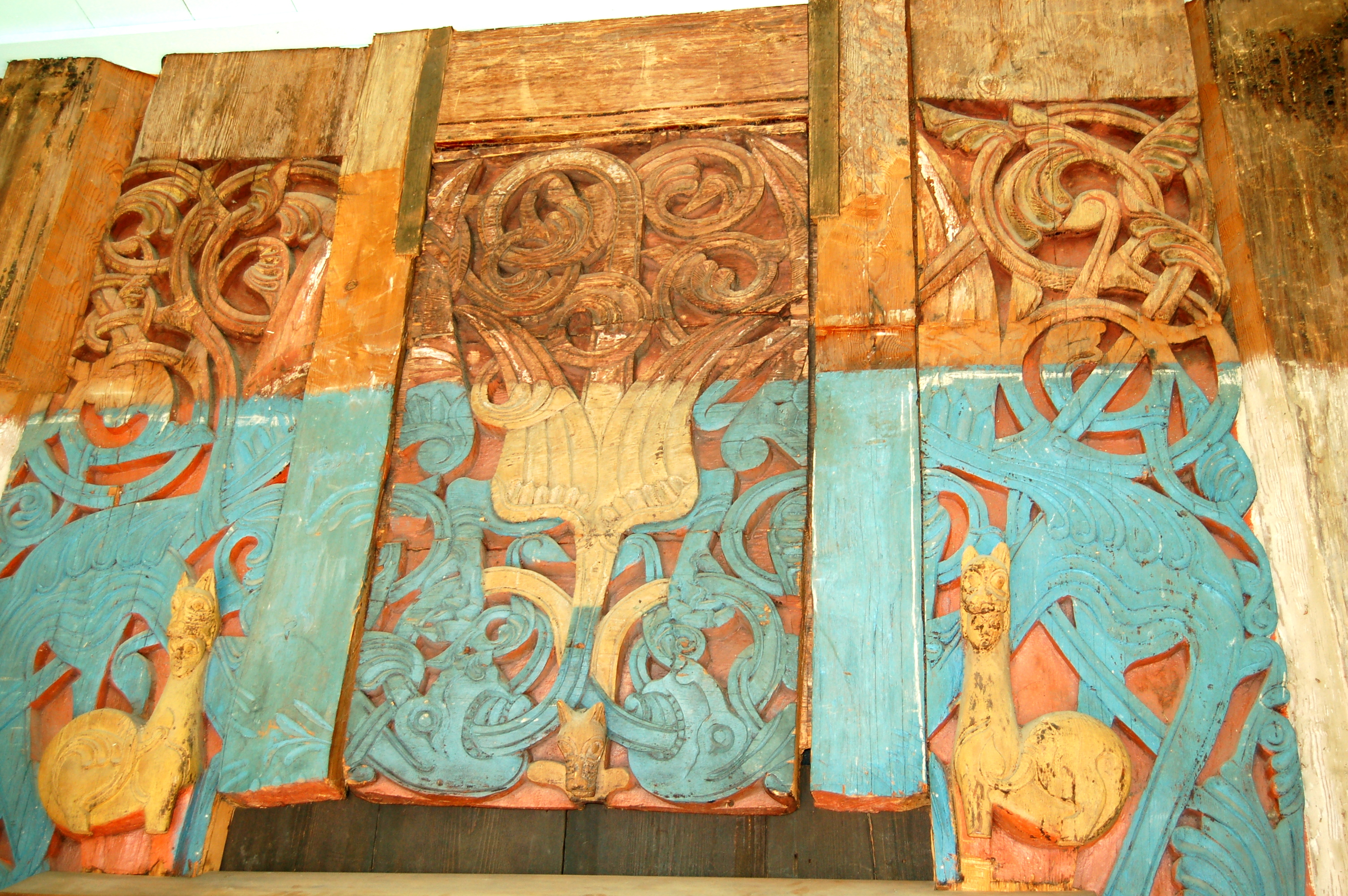
Portaal, detail.
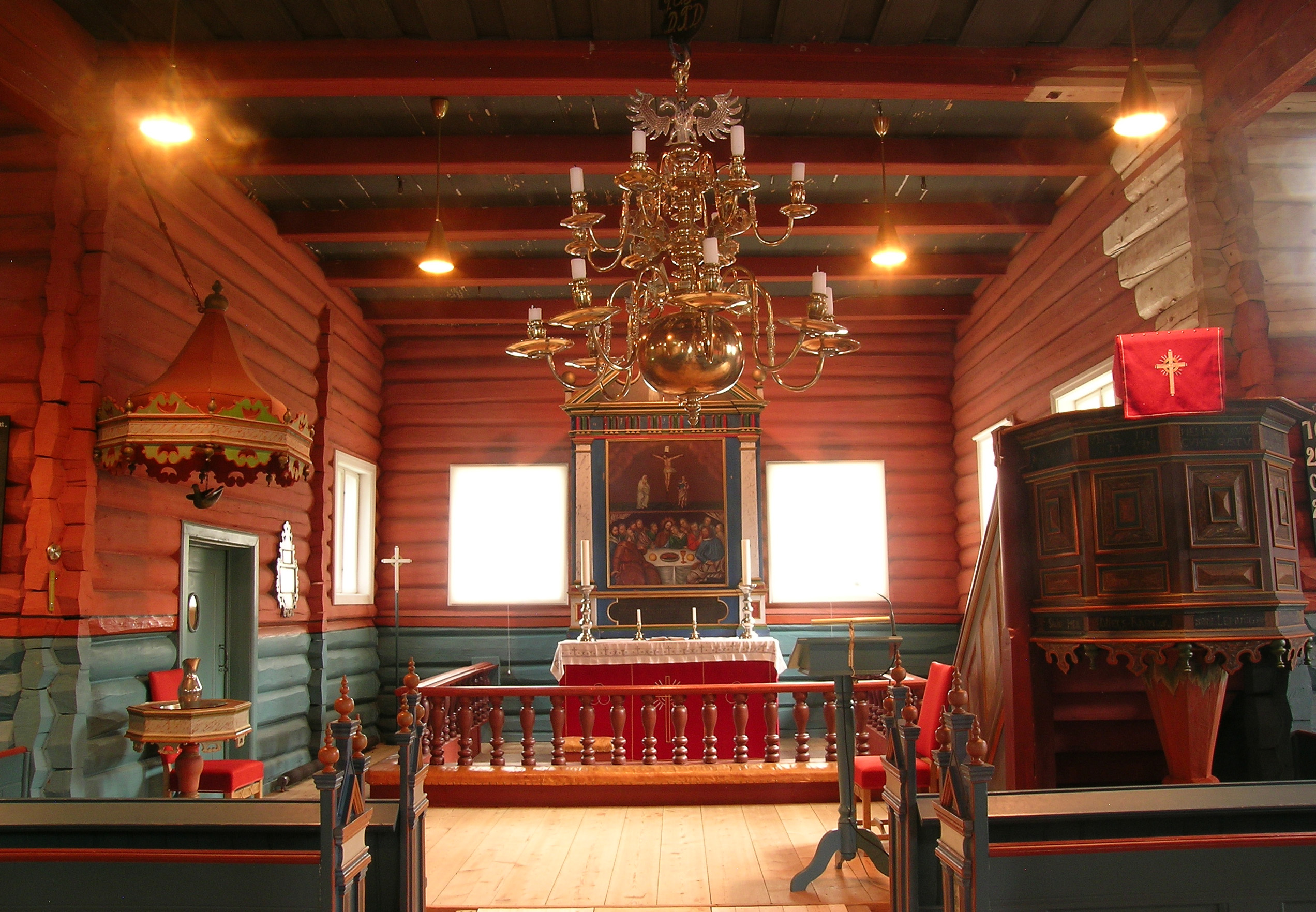
Koor en preekstoel
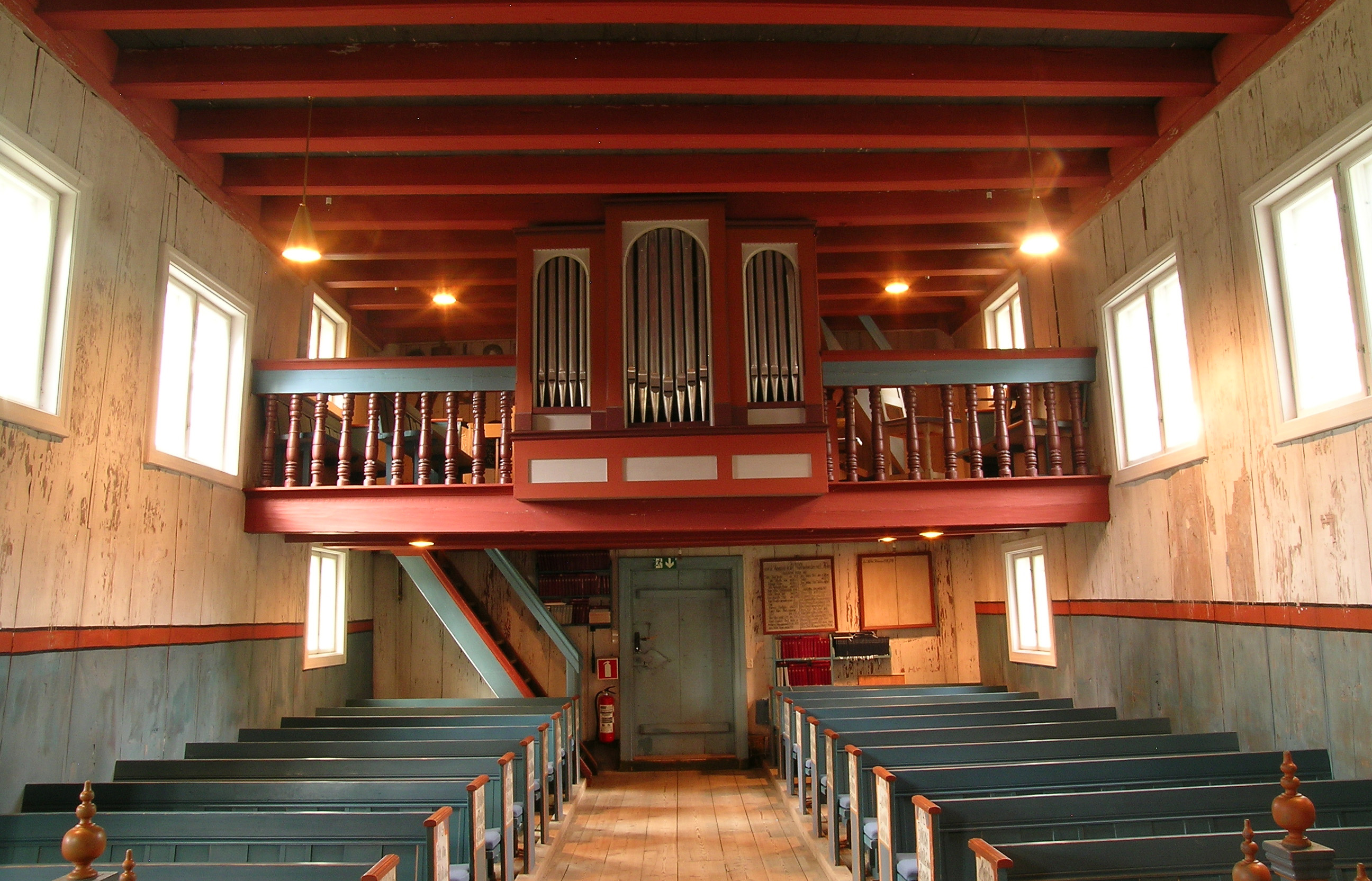
Schip en orgel
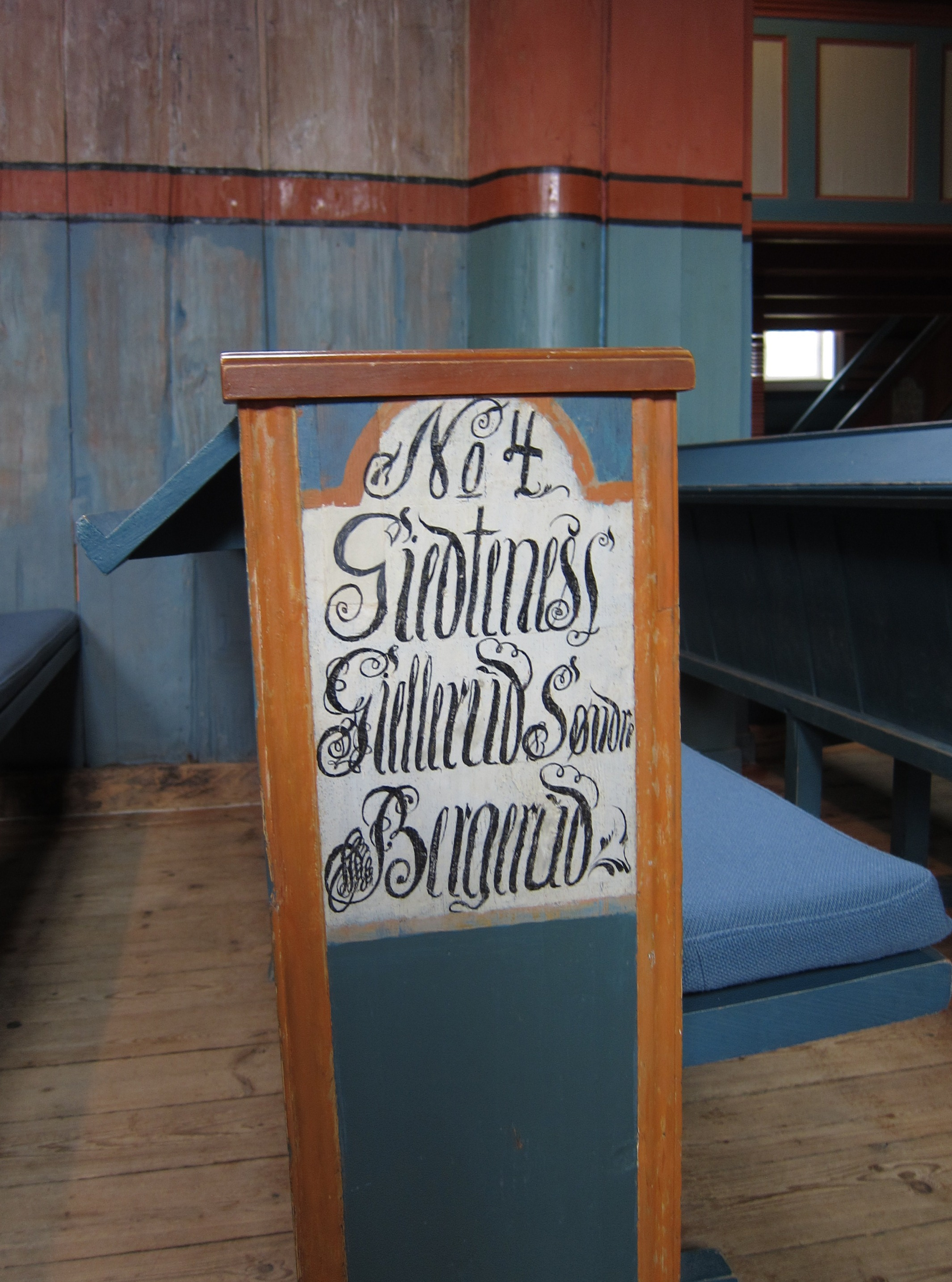
Aangewezen banken met namen en nummers.
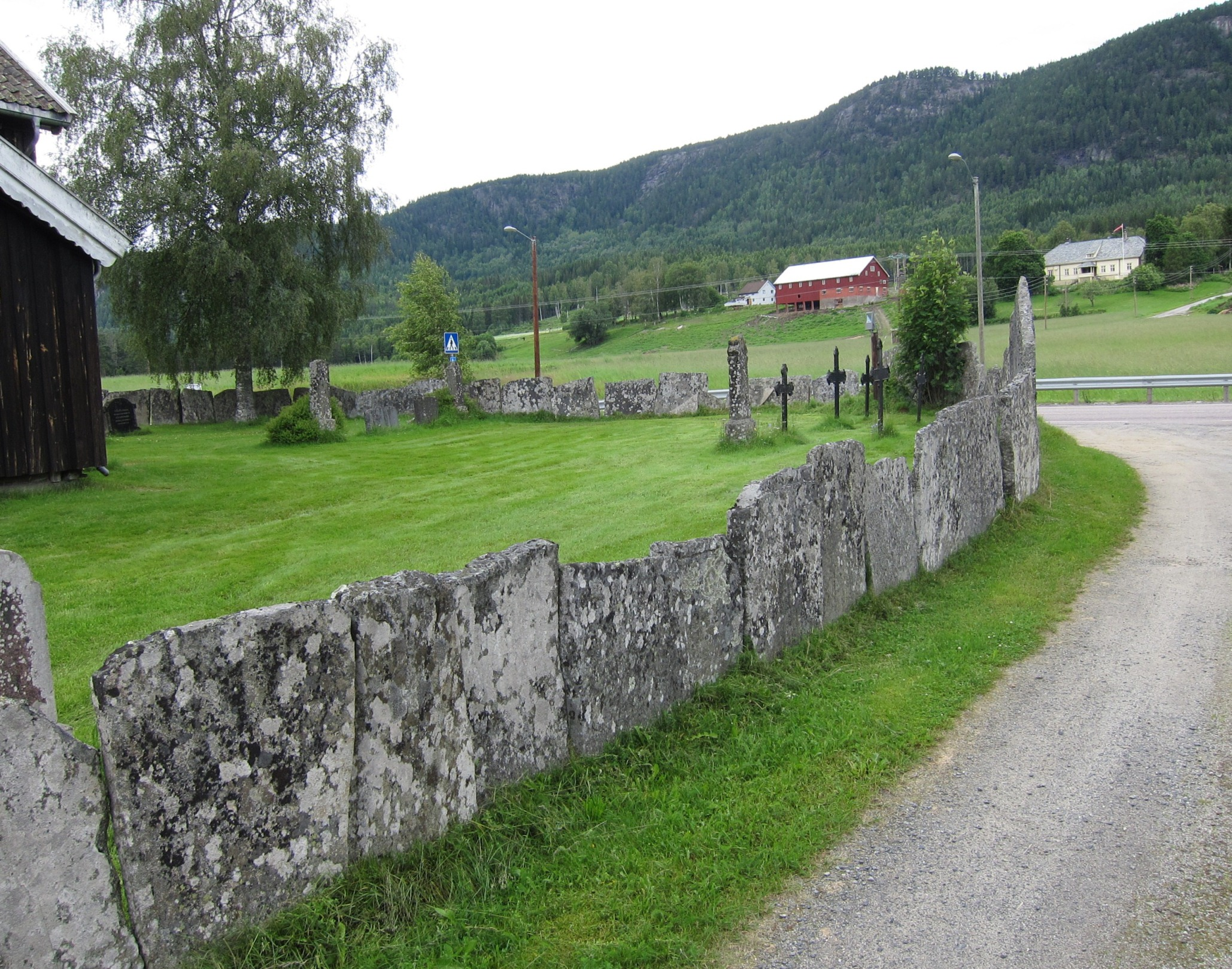
Omringende leistenen omheining
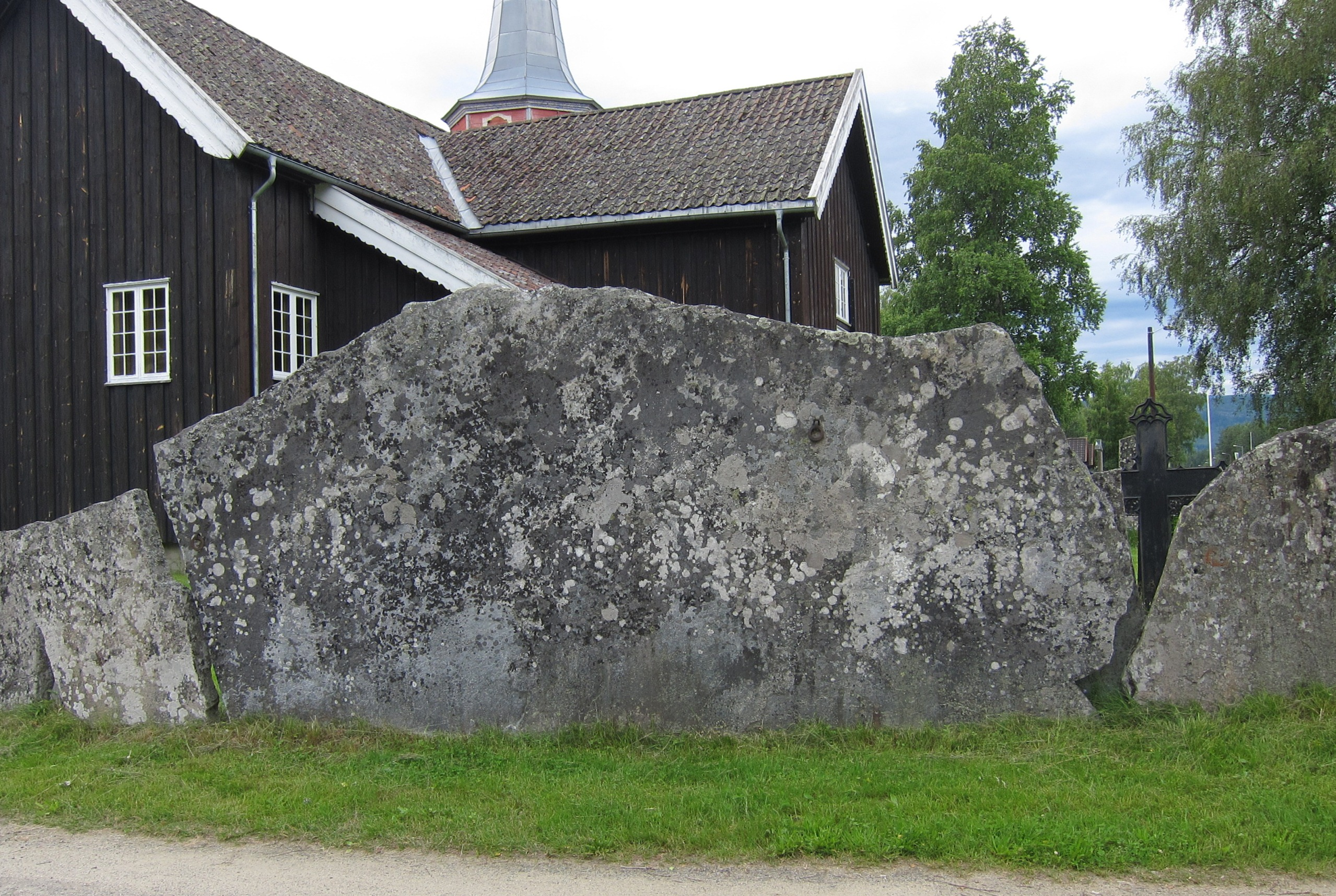
IJzeren ring op leisteen
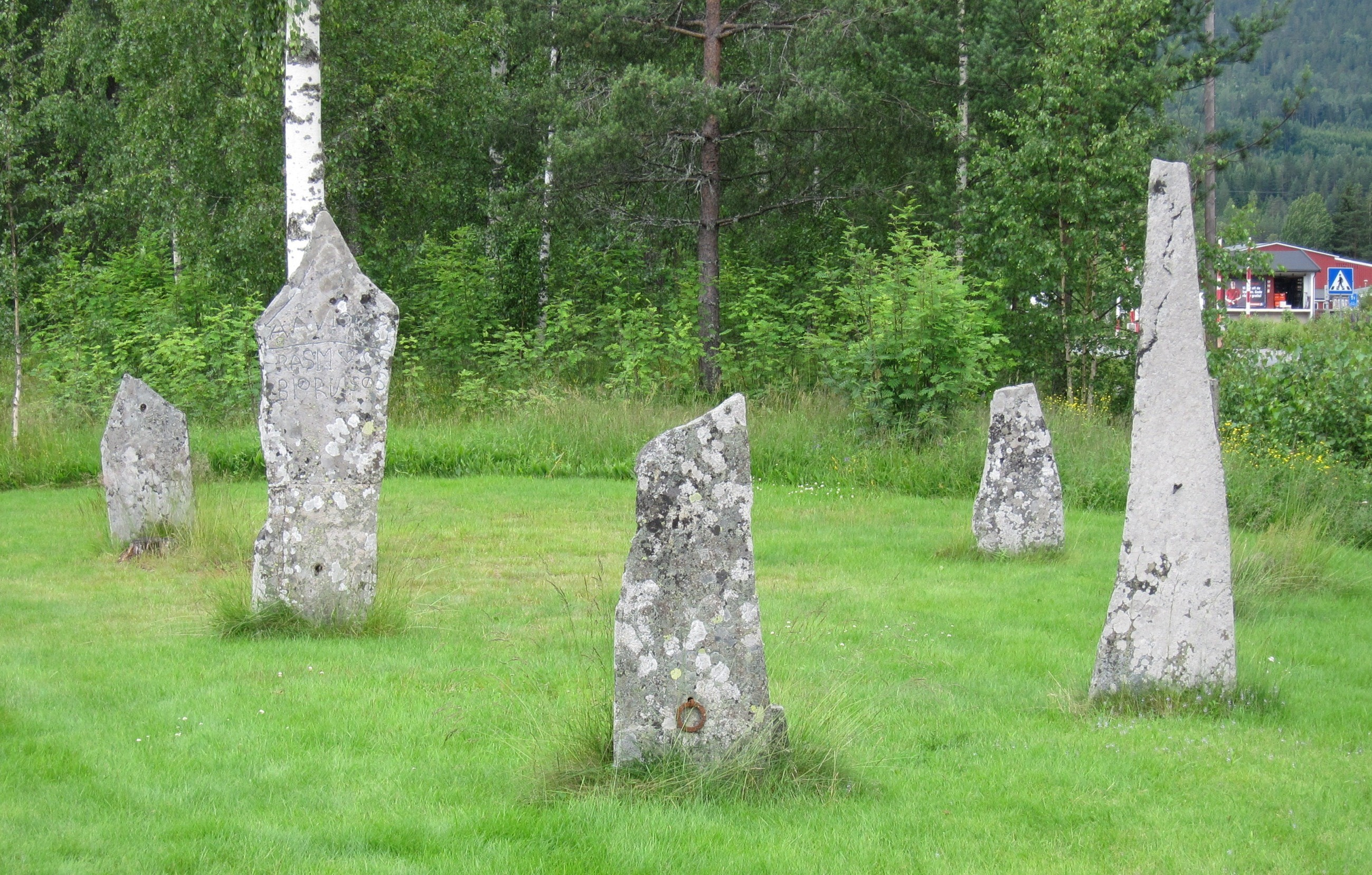
Paardenveld